# 卷加理奈
卷加理奈 （MAKI Karina，1982年7月13日—），日本女子手球運動員，現為日本國家女子手球隊隊員。熊本縣出生，畢業於小川中学校及熊本市立高校。

## 簡歷
2010年11月，卷加理奈代表日本出戰廣州亞運會，參加女子手球比賽項目，奪得銀牌。